# Медведцев Валерій Олексійович
Валерій Олексійович Медведцев  (рос. Валерий Алексеевич Медведцев, 5 липня 1964) — радянський біатлоніст, олімпійський чемпіон.

## Виступи на Олімпіадах
| Олімпіада        | Дисципліна                | Місце |
| ---------------- | ------------------------- | ----- |
| Калгарі 1988     | спринт 10 км              | 2     |
| Калгарі 1988     | індивідуальна гонка 20 км | 2     |
| Калгарі 1988     | естафета 4 х 7,5 км       | 1     |
| Альбервіль 1992  | спринт 10 км              | 25    |
| Альбервіль 1992  | естафета 4 х 7,5 км       | 2     |
| Ліллехаммер 1994 | індивідуальна гонка 20 км | 24    |

## Зовнішні посилання
- Досьє на sport.references.com [Архівовано 31 грудня 2008 у Wayback Machine.]